# Centrolenídeos
Centrolenídeos (Centrolenidae) é uma família de anfíbios da ordem Anura.
A particularidade principal dos membros deste grupo é o facto de os seus corpos serem algo translúcidos: os ossos, músculos e vísceras podem ser vislumbrados. À medida que os centrolenídeos adormecem durante o dia, eles retiram quase 90% de seus glóbulos vermelhos da circulação. As células coloridas amontoam-se em bolsos ocultos dentro do fígado do sapo.  Habitam as florestas húmidas da América Central e os país mais a Norte da América do Sul, estendendo-se até algumas partes do Brasil e Paraguai.

## Taxonomia
A primeira descrição de espécies de Centrolenidae foi o Centrolene geckoideum, nomeado por Marcos Jiménez de la Espada, em 1872, com base em uma amostra coletada no nordeste do Equador. Várias espécies foram descritas nos anos seguintes por diferentes herpetólogos (incluindo GA Boulenger, Noble GK, e Taylor EH), mas geralmente colocados juntamente com a rãs dos gêneros Hylella ou Hyla. 
A família Centrolenidae foi proposta por Edward H. Taylor in 1951. Entre os anos 50 e 70, a maioria das espécies de sapos de vidro eram conhecidos da América Central, particularmente a partir de Costa Rica e Panamá, onde EH Taylor e Jay M. Savage trabalharam exaustivamente, e apenas algumas espécies foram conhecidas ocorrendo na América do Sul. Em 1973, John D. Lynch e William E. Duellman, publicou uma ampla revisão dos sapos de vidro do Equador, mostrando que a riqueza de espécies de Centrolenidae foi particularmente concentrada na Cordilheira dos Andes. Mais tarde, as contribuições de autores como Juan Rivero, Savage Jay, Duellman William, D. John Lynch, Pedro Ruiz-Carranza e Ayarzagüena José aumentou o número de táxons descritos, especialmente da América Central, Venezuela, Colômbia, Equador e Peru.
As relações evolucionárias, biogeográficas e a evolução das características dos centrolenídeos foram discutidas por Guayasamín et al. Os sapos-de-vidro originaram-se na América do Sul e dispersaram várias vezes para a América Central. A evolução das características parece ser complexa, com ganhos múltiplos e/ou perdas da espinha do úmero, redução das membranas interdigitais dos membros dianteiros, e transparência ventral completa.
A classificação taxonômica dos sapos-de-vidro têm sido problemática. Em 1991, após uma grande revisão das espécies e dos caracteres taxonômicos, os herpetólogos Pedro Ruiz-Carranza e John D. Lynch publicaram uma proposta de classificação taxonômica da família baseada nos princípios da cladística e definindo grupos monofiléticos. Essa publicação foi a primeira de uma série de contribuições estudando os sapos-de-vidro da Colômbia que os levaram a descrever quase 50 espécies. O gênero Centrolene passou a incluir as espécies com uma espinha umeral em adultos do sexo masculino e o gênero Hyalinobatrachium incluia as espécies com um fígado bulboso. No entanto, um grupo heterogêneo de espécies foi deixado no gênero Cochranella, definido apenas pela falta de uma espinha umeral e um fígado bulboso.
Em 2007, o gênero Nymphargus foi erguido para as espécies com membranas basais entre os dedos externos (parte do Cochranella ocellata espécie-grupo). Novos estudos publicados em 2008 e 2009 demonstraram que os quatro gêneros (Centrolene, Cochranella, Hyalinobatrachium e Nymphargus) eram poli- ou parafiléticos e, uma nova taxonomia foi proposta com a criação de vários novos gêneros.
São reconhecidas duas subfamília, e um gênero de posição incerta não está alocado em nenhuma das subfamílias:
- Incertae sedis
  - gênero Ikakogi Guayasamin, Castroviejo-Fisher, Trueb, Ayarzagüena, Rada & Vilà, 2009
- Subfamília Centroleninae Taylor, 1951
  - gênero Centrolene Jiménez de la Espada, 1872
  - gênero Chimerella Guayasamin, Castroviejo-Fisher, Trueb, Ayarzagüena, Rada & Vilà, 2009
  - gênero Cochranella Taylor, 1951
  - gênero Espadarana Guayasamin, Castroviejo-Fisher, Trueb, Ayarzagüena, Rada & Vilà, 2009
  - gênero Nymphargus Cisneros-Heredia & McDiarmid, 2007
  - gênero Rulyrana Guayasamin, Castroviejo-Fisher, Trueb, Ayarzagüena, Rada & Vilà, 2009
  - gênero Sachatamia Guayasamin, Castroviejo-Fisher, Trueb, Ayarzagüena, Rada & Vilà, 2009
  - gênero Teratohyla Taylor, 1951
  - gênero Vitreorana Guayasamin, Castroviejo-Fisher, Trueb, Ayarzagüena, Rada & Vilà, 2009
- Subfamília Hyalinobatrachiinae Guayasamin, Castroviejo-Fisher, Trueb, Ayarzagüena, Rada & Vilà, 2009
  - gênero Celsiella Guayasamin, Castroviejo-Fisher, Trueb, Ayarzagüena, Rada & Vilà, 2009
  - gênero Hyalinobatrachium Ruiz-Carranza & Lynch, 1991

- Espécies Incertae sedis
  - "Centrolene" acanthidiocephalum (Ruiz-Carranza & Lynch, 1989)
  - "Centrolene" audax (Lynch & Duellman, 1973)
  - "Centrolene" azulae (Flores & McDiarmid, 1989)
  - "Centrolene" balionota (Duellman, 1981)
  - "Centrolene" durrellorum Cisneros-Heredia, 2007
  - "Centrolene" fernandoi Duellman & Schulte, 1993
  - "Centrolene" guanacarum Ruiz-Carranza & Lynch, 1995
  - "Centrolene" medemi (Cochran & Goin, 1970)
  - "Centrolene" petrophilum Ruiz-Carranza & Lynch, 1991
  - "Centrolene" quindianum Ruiz-Carranza & Lynch, 1995
  - "Centrolene" robledoi Ruiz-Carranza & Lynch, 1995
  - "Cochranella" adenocheira Harvey & Noonan, 2005
  - "Cochranella" croceopodes Duellman & Schulte, 1993
  - "Cochranella" duidaeana (Ayarzagüena, 1992)
  - "Cochranella" euhystrix (Cadle & McDiarmid, 1990)
  - "Cochranella" geijskesi (Goin, 1966)
  - "Cochranella" megista (Rivero, 1985)
  - "Cochranella" ramirezi Ruiz-Carranza & Lynch, 1991
  - "Cochranella" riveroi (Ayarzagüena, 1992)
  - "Cochranella" xanthocheridia Ruiz-Carranza & Lynch, 1995